# Dessert (Magazin)
Dessert (jap. デザート, Dezāto) ist ein japanisches Manga-Magazin, das seit 1996 einmal im Monat beim Verlag Kodansha erscheint. Da es sich an ein junges, weibliches Publikum richtet, wird es der Josei-Kategorie zugeordnet. 2016 verkauften sich die Ausgaben je 47.400 Mal.

## Serien (Auswahl)
- Confidential Confessions von Reiko Momochi
- Cosplay Animal von Watari Sakō
- Haus der Sonne von Taamo
- Living with Matsunaga von Keiko Iwashita
- Lovesick Ellie von Fujimomo
- Mooning Over You von Mika Yamamori
- My Boyfriend in Orange von Non Tamashima
- My little Monster von Robico
- Our Precious Conversations von Robico
- Suki-tte Ii na yo. von Kanae Hazuki
- Those Not-So-Sweet Boys von Yōko Nogiri
- True Kisses von Fumie Akuta
- Verlobt mit Atsumori-kun von Taamo
- Voll erwischt! von Azusa Mase
- Ein Zeichen der Zuneigung von Suu Morishita